# Jonathan Mexique
Pour les articles homonymes, voir Mexique (homonymie).
Jonathan Mexique, né le 10 mars 1995, est un footballeur qui évolue au poste de milieu de terrain au FC Sochaux Montbéliard. Il joue également pour l'équipe de football de la Martinique. Plus jeune, il jouait à l'ES Moncé en Belin (72).

## Biographie

### En club
Le 24 juin 2021, il signe un contrat de trois ans avec Châteauroux .

### En sélection
Mexique est né en France métropolitaine et est d'origine martiniquaise. Il a notamment joué en équipe des jeunes pour la France. Il est appelé dans l'équipe de la Martinique pour les matchs de la Ligue des nations de la CONCACAF 2022-2023 en juin 2022.